# 흰얼굴가시나무쥐
흰얼굴가시나무쥐(Echimys chrysurus)는 가시쥐과에 속하는 남아메리카 설치류의 일종이다. 브라질과 프랑스령 기아나, 가이아나 그리고 수리남에서 발견된다.